# گلین جیمز
گلین جیمز (انگلیسی: Glyn James؛ زادهٔ ۱۷ دسامبر ۱۹۴۱) بازیکن فوتبال اهل بریتانیا است.
از باشگاه‌هایی که در آن بازی کرده است می‌توان به باشگاه فوتبال بلکپول اشاره کرد.
وی همچنین در تیم ملی فوتبال ولز بازی کرده است.